# Jean II. d’Estrées

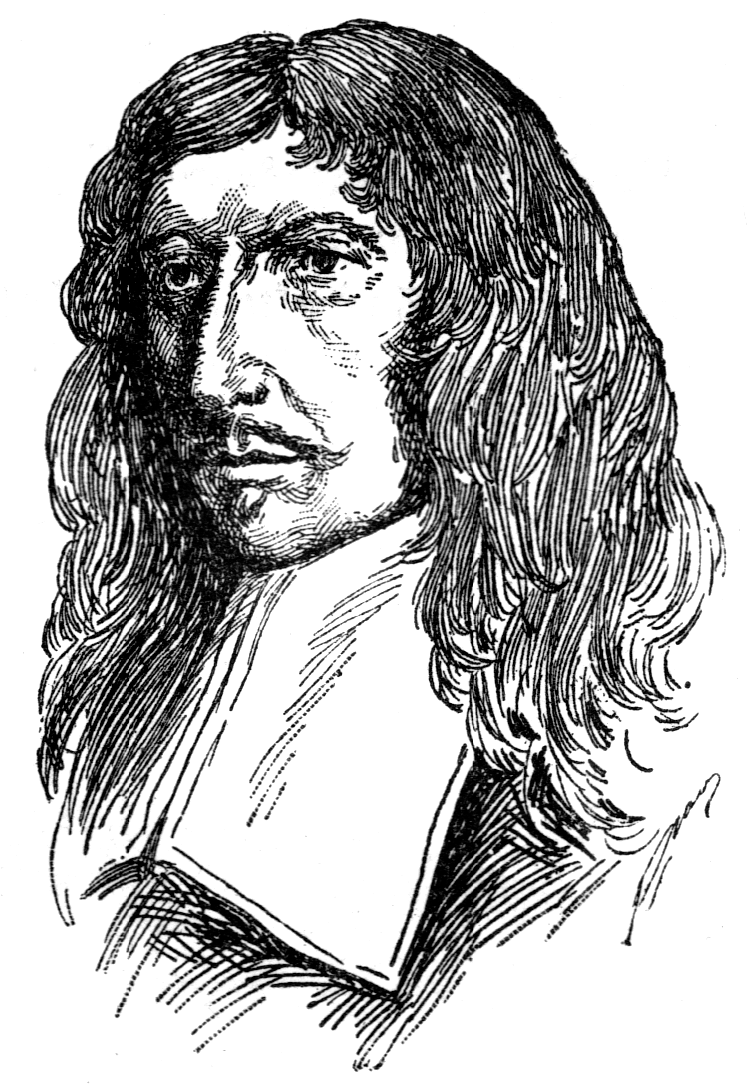
Jean II. d'Estrées

Jean d’Estrées, comte de Nanteuil-le-Haudouin (* 3. November 1624 in Solothurn, Schweiz; † 9. März 1707 in Paris, Frankreich), war ein französischer Adliger und Offizier, zuletzt als Marschall und Vizeadmiral von Frankreich.

## Allgemeines
Jean stammte aus der einflussreichen französischen Adelsfamilie der Estrées und war der Sohn des Marschalls François-Annibal d’Estrées. Er diente zuerst unter Turenne, geriet aber in Gefangenschaft, in der er über zehn Jahre verbrachte.
Vom König 1668 zum Befehlshaber der Seetruppen ernannt, züchtigte er die Barbareskenstaaten, befehligte 1672 gegen die Niederlande die vereinigte Flotte von Frankreich und England und kämpfte gegen den niederländischen Admiral Michiel de Ruyter in der Seeschlacht von Solebay am 7. Juni 1672.
1673 verhinderte er durch seine Untätigkeit den Sieg der verbündeten Engländer in der Seeschlacht vor Texel. 1676 entriss er den Niederländern Cayenne, eroberte Gorée und die Insel Tobago, wurde 1681 Marschall, besiegte 1685 die Raubstaaten Tripolis und Tunis und wurde 1686 zum Vizekönig von Neufrankreich ernannt. 1688 züchtigte er Algier, kämpfte 1691 glücklich gegen die Engländer und erhielt 1704 das Gouvernement von Nantes.
Er starb am 9. März 1707 in Paris.

## Kinder
1. Victor-Marie d’Estrées, Herzog von Estrées, Marschall und Vizeadmiral von Frankreich (30. November 1660 in Paris; † 27. Dezember 1737).
2. Jean d’Estrées Erzbischof von Cambrai (* 1666 in Paris; † 3. März 1718) und Abt von Évron.
3. Marie Anne Catherine d’Estrées ⚭  Michel François Le Tellier, Marquis de Courtanvaux (Le Tellier de Louvois)